# Campeonato colombiano 1984
El Campeonato colombiano 1984 fue la trigésimo séptima (37°) edición de la Categoría Primera A del fútbol profesional colombiano, siendo el torneo de Primera División en la temporada 1984.
Este campeonato tuvo tres etapas: Copa de la Paz (Apertura), Torneo Nacional (Finalización) y un octogonal final para definir el título, teniendo en cuenta los puntos de bonificación obtenidos por los equipos en los dos primeros torneos.
América de Cali se coronó campeón por cuarta vez en la historia. Además de lograr por segunda vez el tricampeonato al ganar los tres torneos del año, también logró su tercer título consecutivo. El goleador por segundo año consecutivo fue Hugo Gottardi, de Santa Fe.

## Equipos participantes

### Datos de los clubes
| Equipo                 | Ciudad       | Estadio                    |
| ---------------------- | ------------ | -------------------------- |
| América de Cali        | Cali         | Olímpico Pascual Guerrero  |
| Atlético Bucaramanga   | Bucaramanga  | Alfonso López              |
| Atlético Nacional      | Medellín     | Atanasio Girardot          |
| Cúcuta Deportivo       | Cúcuta       | General Santander          |
| Deportes Quindío       | Armenia      | San José                   |
| Deportes Tolima        | Ibagué       | San Bonifacio              |
| Deportivo Cali         | Cali         | Olímpico Pascual Guerrero  |
| Deportivo Pereira      | Pereira      | Hernán Ramírez Villegas    |
| Independiente Medellín | Medellín     | Atanasio Girardot          |
| Junior                 | Barranquilla | Municipal Romelio Martínez |
| Millonarios            | Bogotá       | Nemesio Camacho El Campín  |
| Once Caldas            | Manizales    | Fernando Londoño Londoño   |
| Santa Fe               | Bogotá       | Nemesio Camacho El Campín  |
| Unión Magdalena        | Santa Marta  | Eduardo Santos             |

### Localización
| Antioquia          | 2 | Atlético Nacional e Independiente Medellín | Nacional DIM Millonarios Santa Fe Caldas Pereira Quindío América Cali Bucaramanga Cúcuta Tolima Unión Junior |
| Bogotá, D. C.      | 2 | Millonarios y Santa Fe                     | Nacional DIM Millonarios Santa Fe Caldas Pereira Quindío América Cali Bucaramanga Cúcuta Tolima Unión Junior |
| Valle del Cauca    | 2 | América de Cali y Deportivo Cali           | Nacional DIM Millonarios Santa Fe Caldas Pereira Quindío América Cali Bucaramanga Cúcuta Tolima Unión Junior |
| Atlántico          | 1 | Junior                                     | Nacional DIM Millonarios Santa Fe Caldas Pereira Quindío América Cali Bucaramanga Cúcuta Tolima Unión Junior |
| Caldas             | 1 | Once Caldas                                | Nacional DIM Millonarios Santa Fe Caldas Pereira Quindío América Cali Bucaramanga Cúcuta Tolima Unión Junior |
| Magdalena          | 1 | Unión Magdalena                            | Nacional DIM Millonarios Santa Fe Caldas Pereira Quindío América Cali Bucaramanga Cúcuta Tolima Unión Junior |
| Norte de Santander | 1 | Cúcuta Deportivo                           | Nacional DIM Millonarios Santa Fe Caldas Pereira Quindío América Cali Bucaramanga Cúcuta Tolima Unión Junior |
| Quindío            | 1 | Deportes Quindío                           | Nacional DIM Millonarios Santa Fe Caldas Pereira Quindío América Cali Bucaramanga Cúcuta Tolima Unión Junior |
| Risaralda          | 1 | Deportivo Pereira                          | Nacional DIM Millonarios Santa Fe Caldas Pereira Quindío América Cali Bucaramanga Cúcuta Tolima Unión Junior |
| Santander          | 1 | Atlético Bucaramanga                       | Nacional DIM Millonarios Santa Fe Caldas Pereira Quindío América Cali Bucaramanga Cúcuta Tolima Unión Junior |
| Tolima             | 1 | Deportes Tolima                            | Nacional DIM Millonarios Santa Fe Caldas Pereira Quindío América Cali Bucaramanga Cúcuta Tolima Unión Junior |

## Copa de la Paz
El torneo se desarrolló con dos grupos de siete equipos enfrentándose en partidos de ida y vuelta. Adicionalmente se disputaron clásicos intergrupales. Los dos cabezas de grupo disputaban el máximo punto (1.00) de la bonificación. Los segundos puestos disputaban el (0.50).

### Grupo A
| Pos. | Equipo            | Pts. | PJ | G  | E | P  | GF | GC | Dif. | Clasificación                   |
| ---- | ----------------- | ---- | -- | -- | - | -- | -- | -- | ---- | ------------------------------- |
| 1    | Junior            | 22   | 14 | 11 | 0 | 3  | 28 | 9  | +19  | Bonificación y Octogonal final. |
| 2    | Atlético Nacional | 20   | 14 | 9  | 2 | 3  | 19 | 8  | +11  | Bonificación y Octogonal final. |
| 3    | Deportes Quindío  | 14   | 14 | 5  | 4 | 5  | 12 | 21 | −9   |                                 |
| 4    | Santa Fe          | 12   | 14 | 5  | 2 | 7  | 17 | 24 | −7   |                                 |
| 5    | Deportivo Cali    | 11   | 14 | 5  | 1 | 8  | 13 | 16 | −3   |                                 |
| 6    | Deportivo Pereira | 10   | 14 | 4  | 2 | 8  | 15 | 19 | −4   |                                 |
| 7    | Cúcuta Deportivo  | 5    | 14 | 1  | 3 | 10 | 14 | 32 | −18  |                                 |

 Fuente: Rsssf
| Copa de la Paz    | CAL | CUC | JUN | NAL | PER | QUI | SFE |
| Deportivo Cali    |     | 2:1 | 2:1 | 0:1 | 1:2 | 3:0 | 1:2 |
| Cúcuta Deportivo  | 0:1 |     | 1:4 | 0:0 | 2:0 | 1:2 | 3:3 |
| Junior            | 2:1 | 2:0 |     | 4:0 | 4:1 | 1:0 | 4:1 |
| Atlético Nacional | 2:0 | 4:0 | 1:0 |     | 1:0 | 4:0 | 2:1 |
| Deportivo Pereira | 0:1 | 1:1 | 0:1 | 1:1 |     | 5:0 | 1:0 |
| Deportes Quindío  | 0:0 | 2:0 | 0:2 | 1:0 | 2:1 |     | 1:0 |
| Santa Fe          | 2:0 | 2:1 | 0:1 | 1:0 | 2:1 | 3:3 |     |

### Grupo B
| Pos. | Equipo                 | Pts. | PJ | G | E | P | GF | GC | Dif. | Clasificación                   |
| ---- | ---------------------- | ---- | -- | - | - | - | -- | -- | ---- | ------------------------------- |
| 1    | América de Cali        | 20   | 14 | 9 | 2 | 3 | 27 | 14 | +13  | Bonificación y Octogonal final. |
| 2    | Deportes Tolima        | 18   | 14 | 6 | 6 | 2 | 16 | 11 | +5   | Bonificación y Octogonal final. |
| 3    | Millonarios            | 16   | 14 | 5 | 6 | 3 | 23 | 25 | −2   |                                 |
| 4    | Atlético Bucaramanga   | 13   | 14 | 5 | 3 | 6 | 25 | 26 | −1   |                                 |
| 5    | Unión Magdalena        | 13   | 14 | 5 | 3 | 6 | 14 | 16 | −2   |                                 |
| 6    | Independiente Medellín | 12   | 14 | 4 | 4 | 6 | 9  | 12 | −3   |                                 |
| 7    | Once Caldas            | 10   | 14 | 3 | 4 | 7 | 11 | 20 | −9   |                                 |

 Fuente: Rsssf

### Resultados
| Copa de la Paz         | AME | BUC | MAG | DIM | MIL | ONC | TOL |
| América de Cali        |     | 2:2 | 1:0 | 2:0 | 2:0 | 5:1 | 4:2 |
| Atlético Bucaramanga   | 3:2 |     | 4:2 | 0:0 | 2:1 | 0:1 | 0:1 |
| Unión Magdalena        | 2:1 | 4:1 |     | 0:1 | 1:1 | 1:0 | 1:0 |
| Independiente Medellín | 0:2 | 2:1 | 2:0 |     | 1:1 | 2:0 | 0:1 |
| Millonarios            | 1:1 | 4:1 | 2:0 | 1:1 |     | 4:2 | 1:1 |
| Once Caldas            | 1:2 | 1:0 | 0:0 | 0:0 | 1:1 |     | 1:1 |
| Deportes Tolima        | 1:0 | 2:2 | 1:1 | 1:0 | 2:0 | 2:0 |     |

| Grupo A          |
| Grupo B          |
| Clásico Regional |

| Fecha 1     |           |           |
| Local       | Resultado | Visitante |
| Junior      | 2 - 1     | Cali      |
| Quindío     | 1 - 0     | Santa Fe  |
| Pereira     | 1 - 1     | Cúcuta    |
| América     | 1 - 0     | Magdalena |
| Bucaramanga | 0 - 1     | Caldas    |
| Millonarios | 1 - 1     | Tolima    |
| Nacional    | 2 - 0     | Medellín  |

| Fecha 2   |           |             |
| Local     | Resultado | Visitante   |
| Cúcuta    | 1 - 4     | Junior      |
| Cali      | 3 - 0     | Quindío     |
| Nacional  | 1 - 0     | Pereira     |
| Caldas    | 0 - 0     | Medellín    |
| Tolima    | 1 - 0     | América     |
| Magdalena | 4 - 1     | Bucaramanga |
| Santa Fe  | 0 - 5     | Millonarios |

| Fecha 3     |           |             |
| Local       | Resultado | Visitante   |
| Junior      | 4 - 0     | Nacional    |
| Quindío     | 2 - 0     | Cúcuta      |
| Santa Fe    | 2 - 0     | Cali        |
| Bucaramanga | 0 - 1     | Tolima      |
| Medellín    | 2 - 0     | Magdalena   |
| América     | 2 - 0     | Millonarios |
| Pereira     | 1 - 3     | Caldas      |

| Fecha 4     |           |             |
| Local       | Resultado | Visitante   |
| Cúcuta      | 3 - 3     | Santa Fe    |
| Nacional    | 4 - 0     | Quindío     |
| Pereira     | 0 - 1     | Junior      |
| Millonarios | 4 - 1     | Bucaramanga |
| Tolima      | 1 - 0     | Medellín    |
| Magdalena   | 1 - 0     | Caldas      |
| Cali        | 0 - 1     | América     |

| Fecha 5     |           |             |
| Local       | Resultado | Visitante   |
| Cali        | 2 - 1     | Cúcuta      |
| Santa Fe    | 1 - 0     | Nacional    |
| Quindío     | 2 - 1     | Pereira     |
| Bucaramanga | 3 - 2     | América     |
| Medellín    | 1 - 1     | Millonarios |
| Caldas      | 1 - 1     | Tolima      |
| Junior      | 2 - 1     | Magdalena   |

| Fecha 6     |           |             |
| Local       | Resultado | Visitante   |
| Junior      | 1 - 0     | Quindío     |
| Nacional    | 2 - 0     | Cali        |
| Pereira     | 1 - 0     | Santa Fe    |
| Millonarios | 4 - 2     | Caldas      |
| América     | 2 - 0     | Medellín    |
| Tolima      | 1 - 1     | Magdalena   |
| Cúcuta      | 3 - 4     | Bucaramanga |

| Fecha 7   |           |             |
| Local     | Resultado | Visitante   |
| Cúcuta    | 0 - 0     | Nacional    |
| Santa Fe  | 0 - 1     | Junior      |
| Pereira   | 0 - 1     | Cali        |
| Medellín  | 2 - 1     | Bucaramanga |
| Magdalena | 1 - 1     | Millonarios |
| Caldas    | 1 - 2     | América     |
| Quindío   | 0 - 0     | Tolima      |

| Fecha 8   |           |             |
| Local     | Resultado | Visitante   |
| Cali      | 2 - 1     | Junior      |
| Santa Fe  | 3 - 3     | Quindío     |
| Cúcuta    | 2 - 0     | Pereira     |
| Magdalena | 2 - 1     | América     |
| Caldas    | 1 - 0     | Bucaramanga |
| Tolima    | 2 - 0     | Millonarios |
| Medellín  | 0 - 1     | Nacional    |

| Fecha 9     |           |           |
| Local       | Resultado | Visitante |
| Junior      | 2 - 0     | Cúcuta    |
| Quindío     | 0 - 0     | Cali      |
| Nacional    | 1 - 0     | Pereira   |
| Medellín    | 2 - 0     | Caldas    |
| América     | 4 - 2     | Tolima    |
| Bucaramanga | 4 - 2     | Magdalena |
| Millonarios | 1 - 0     | Santa fe  |

| Fecha 10    |           |             |
| Local       | Resultado | Visitante   |
| Nacional    | 1 - 0     | Junior      |
| Cúcuta      | 1 - 2     | Quindío     |
| Cali        | 1 - 2     | Santa Fe    |
| Tolima      | 2 - 2     | Bucaramanga |
| Magdalena   | 0 - 1     | Medellín    |
| Millonarios | 1 - 1     | América     |
| Caldas      | 0 - 1     | Pereira     |

| Fecha 11    |           |             |
| Local       | Resultado | Visitante   |
| Santa Fe    | 2 - 1     | Cúcuta      |
| Quindío     | 1 - 0     | Nacional    |
| Junior      | 4 - 1     | Pereira     |
| Bucaramanga | 2 - 1     | Millonarios |
| Medellín    | 0 - 1     | Tolima      |
| Caldas      | 0 - 0     | Magdalena   |
| América     | 2 - 1     | Cali        |

| Fecha 12    |           |             |
| Local       | Resultado | Visitante   |
| Cúcuta      | 0 - 1     | Cali        |
| Nacional    | 2 - 1     | Santa Fe    |
| Pereira     | 5 - 0     | Quindío     |
| América     | 2 - 2     | Bucaramanga |
| Millonarios | 1 - 1     | Medellín    |
| Tolima      | 2 - 0     | Caldas      |
| Magdalena   | 1 - 0     | Junior      |

| Fecha 13    |           |             |
| Local       | Resultado | Visitante   |
| Quindío     | 0 - 2     | Junior      |
| Cali        | 0 - 1     | Nacional    |
| Santa Fe    | 2 - 1     | Pereira     |
| Caldas      | 1 - 1     | Millonarios |
| Medellín    | 0 - 2     | América     |
| Magdalena   | 1 - 0     | Tolima      |
| Bucaramanga | 5 - 1     | Cúcuta      |

| Fecha 14    |           |           |
| Local       | Resultado | Visitante |
| Nacional    | 4 - 0     | Cúcuta    |
| Junior      | 4 - 1     | Santa Fe  |
| Cali        | 1 - 2     | Pereira   |
| Bucaramanga | 0 - 0     | Medellín  |
| Millonarios | 2 - 0     | Magdalena |
| América     | 5 - 1     | Caldas    |
| Tolima      | 1 - 1     | Quindío   |

### Bonificación
Los primeros lugares se enfrentan y el ganador obtiene 1 punto de bonificación y el perdedor 0.75. Los segundos lugares compiten por 0.50 puntos para el ganador y 0.25 para el perdedor.
| Ciudad                                                | Equipo local    | Resultado | Equipo visitante |
| ----------------------------------------------------- | --------------- | --------- | ---------------- |
| Cali                                                  | América de Cali | 1 - 0     | Junior           |
| Barranquilla                                          | Junior          | 0 - 2     | América de Cali  |
| América recibe 1 punto de bonificación y Junior 0.75. |                 |           |                  |

| Ciudad                                                     | Equipo local      | Resultado | Equipo visitante  |
| ---------------------------------------------------------- | ----------------- | --------- | ----------------- |
| Ibagué                                                     | Deportes Tolima   | 1 - 1     | Atlético Nacional |
| Medellín                                                   | Atlético Nacional | 3 - 2     | Deportes Tolima   |
| Nacional recibe 0.50 puntos de bonificación y Tolima 0.25. |                   |           |                   |

## Torneo Nacional
| Pos. | Equipo                 | Pts. | PJ | G  | E  | P  | GF | GC | Dif. | Clasificación                   |
| ---- | ---------------------- | ---- | -- | -- | -- | -- | -- | -- | ---- | ------------------------------- |
| 1    | América de Cali        | 36   | 26 | 13 | 10 | 3  | 41 | 20 | +21  | Bonificación y Octogonal final. |
| 2    | Atlético Nacional      | 35   | 26 | 13 | 9  | 4  | 39 | 21 | +18  | Bonificación y Octogonal final. |
| 3    | Junior                 | 31   | 26 | 13 | 5  | 8  | 34 | 31 | +3   | Bonificación y Octogonal final. |
| 4    | Millonarios            | 31   | 26 | 11 | 9  | 6  | 39 | 20 | +19  | Bonificación y Octogonal final. |
| 5    | Independiente Medellín | 31   | 26 | 10 | 11 | 5  | 32 | 18 | +14  |                                 |
| 6    | Atlético Bucaramanga   | 29   | 26 | 13 | 3  | 10 | 33 | 33 | 0    |                                 |
| 7    | Unión Magdalena        | 27   | 26 | 11 | 5  | 10 | 28 | 29 | −1   |                                 |
| 8    | Santa Fe               | 26   | 26 | 9  | 8  | 9  | 36 | 31 | +5   |                                 |
| 9    | Deportes Tolima        | 24   | 26 | 7  | 10 | 9  | 25 | 27 | −2   |                                 |
| 10   | Deportivo Pereira      | 23   | 26 | 8  | 7  | 11 | 30 | 44 | −14  |                                 |
| 11   | Once Caldas            | 22   | 26 | 8  | 6  | 12 | 28 | 40 | −12  |                                 |
| 12   | Deportivo Cali         | 21   | 26 | 6  | 9  | 11 | 26 | 34 | −8   |                                 |
| 13   | Deportes Quindío       | 16   | 26 | 5  | 6  | 15 | 25 | 42 | −17  |                                 |
| 14   | Cúcuta Deportivo       | 12   | 26 | 1  | 10 | 15 | 25 | 51 | −26  |                                 |

 Fuente: Rsssf

### Resultados
| Fecha 1           | Fecha 1   | Fecha 1                |
| ----------------- | --------- | ---------------------- |
| Equipo Local      | Resultado | Equipo Visitante       |
| Bucaramanga       | 2 - 1     | Deportivo Pereira      |
| Atlético Junior   | 2 - 1     | Cúcuta Deportivo       |
| Deportes Tolima   | 1 - 1     | América de Cali        |
| Millonarios       | 1 - 0     | Independiente Medellín |
| Atlético Nacional | 2 - 1     | Independiente Santa Fe |
| Once Caldas       | 2 - 1     | Unión Magdalena        |
| Deportivo Cali    | 3 - 1     | Deportes Quindío       |

| Fecha 2                | Fecha 2   | Fecha 2           |
| ---------------------- | --------- | ----------------- |
| Equipo Local           | Resultado | Equipo Visitante  |
| Independiente Medellín | 1 - 1     | Atlético Nacional |
| Cúcuta Deportivo       | 1 - 2     | Deportivo Cali    |
| Deportes Quindío       | 1 - 3     | Millonarios       |
| América de Cali        | 0 - 0     | Once Caldas       |
| Unión Magdalena        | 2 - 1     | Bucaramanga       |
| Deportivo Pereira      | 0 - 0     | Atlético Junior   |
| Independiente Santa Fe | 1 - 1     | Deportes Tolima   |

| Fecha 3           | Fecha 3   | Fecha 3                |
| ----------------- | --------- | ---------------------- |
| Equipo Local      | Resultado | Equipo Visitante       |
| Deportivo Cali    | 1 - 2     | Deportivo Pereira      |
| Bucaramanga       | 3 - 0     | Atlético Junior        |
| Millonarios       | 5 - 1     | Cúcuta Deportivo       |
| Once Caldas       | 0 - 1     | Independiente Santa Fe |
| Atlético Nacional | 3 - 1     | Deportes Quindío       |
| Deportes Tolima   | 0 - 0     | Independiente Medellín |
| Unión Magdalena   | 1 - 2     | América de Cali        |

| Fecha 4                | Fecha 4   | Fecha 4           |
| ---------------------- | --------- | ----------------- |
| Equipo Local           | Resultado | Equipo Visitante  |
| Cúcuta Deportivo       | 2 - 3     | Atlético Nacional |
| Independiente Santa Fe | 0 - 1     | Unión Magdalena   |
| Independiente Medellín | 3 - 0     | Once Caldas       |
| Atlético Junior        | 1 - 0     | Deportivo Cali    |
| América de Cali        | 4 - 1     | Bucaramanga       |
| Deportivo Pereira      | 1 - 4     | Millonarios       |
| Deportes Quindío       | 1 - 2     | Deportes Tolima   |

| Fecha 5           | Fecha 5   | Fecha 5                |
| ----------------- | --------- | ---------------------- |
| Equipo Local      | Resultado | Equipo Visitante       |
| Bucaramanga       | 0 - 0     | Deportivo Cali         |
| Deportes Tolima   | 1 - 1     | Cúcuta Deportivo       |
| Once Caldas       | 3 - 1     | Deportes Quindío       |
| América de Cali   | 2 - 1     | Independiente Santa Fe |
| Unión Magdalena   | 0 - 0     | Independiente Medellín |
| Atlético Nacional | 6 - 1     | Deportivo Pereira      |
| Millonarios       | 1 - 0     | Atlético Junior        |

| Fecha 6                | Fecha 6   | Fecha 6           |
| ---------------------- | --------- | ----------------- |
| Equipo Local           | Resultado | Equipo Visitante  |
| Independiente Medellín | 1 - 1     | América de Cali   |
| Atlético Junior        | 2 - 1     | Atlético Nacional |
| Cúcuta Deportivo       | 1 - 1     | Once Caldas       |
| Deportes Quindío       | 1 - 0     | Unión Magdalena   |
| Independiente Santa Fe | 3 - 0     | Bucaramanga       |
| Deportivo Cali         | 1 - 1     | Millonarios       |
| Deportivo Pereira      | 1 - 0     | Deportes Tolima   |

| Fecha 7                | Fecha 7   | Fecha 7                |
| ---------------------- | --------- | ---------------------- |
| Equipo Local           | Resultado | Equipo Visitante       |
| Once Caldas            | 1 - 0     | Deportivo Pereira      |
| Atlético Nacional      | 2 – 0     | Deportivo Cali         |
| Bucaramanga            | 1 – 0     | Millonarios            |
| América de Cali        | 2 - 0     | Deportes Quindío       |
| Unión Magdalena        | 1 – 0     | Cúcuta Deportivo       |
| Deportes Tolima        | 2 - 0     | Atlético Junior        |
| Independiente Santa Fe | 0 - 0     | Independiente Medellín |

| Fecha 8                | Fecha 8   | Fecha 8                |
| ---------------------- | --------- | ---------------------- |
| Equipo Local           | Resultado | Equipo Visitante       |
| Deportivo Pereira      | 3 - 1     | Unión Magdalena        |
| Atlético Junior        | 2 - 0     | Once Caldas            |
| Deportes Quindío       | 3 - 0     | Independiente Santa Fe |
| Deportivo Cali         | 2 - 2     | Deportes Tolima        |
| Millonarios            | 3 - 0     | Atlético Nacional      |
| Cúcuta Deportivo       | 1 - 1     | América de Cali        |
| Independiente Medellín | 3 - 0     | Bucaramanga            |

| Fecha 9                | Fecha 9   | Fecha 9           |
| ---------------------- | --------- | ----------------- |
| Equipo Local           | Resultado | Equipo Visitante  |
| Deportes Tolima        | 0 - 0     | Millonarios       |
| Independiente Medellín | 5 - 2     | Deportes Quindío  |
| Once Caldas            | 3 - 1     | Deportivo Cali    |
| América de Cali        | 2 - 1     | Deportivo Pereira |
| Independiente Santa Fe | 1 - 1     | Cúcuta Deportivo  |
| Unión Magdalena        | 0- 2      | Atlético Junior   |
| Bucaramanga            | 2 - 0     | Atlético Nacional |

| Fecha 10          | Fecha 10  | Fecha 10               |
| ----------------- | --------- | ---------------------- |
| Equipo Local      | Resultado | Equipo Visitante       |
| Deportes Quindío  | 1 - 0     | Bucaramanga            |
| Deportivo Pereira | 1 - 0     | Independiente Santa Fe |
| Millonarios       | 3 - 0     | Once Caldas            |
| Atlético Junior   | 1 - 1     | América de Cali        |
| Cúcuta Deportivo  | 1 - 1     | Independiente Medellín |
| Deportivo Cali    | 1 - 0     | Unión Magdalena        |
| Atlético Nacional | 3 - 2     | Deportes Tolima        |

| Fecha 11               | Fecha 11  | Fecha 11          |
| ---------------------- | --------- | ----------------- |
| Equipo Local           | Resultado | Equipo Visitante  |
| Bucaramanga            | 2 - 0     | Deportes Tolima   |
| Deportes Quindío       | 0 - 0     | Cúcuta Deportivo  |
| Independiente Medellín | 1 - 1     | Deportivo Pereira |
| Once Caldas            | 0 - 1     | Atlético Nacional |
| América de Cali        | 1 - 0     | Deportivo Cali    |
| Independiente Santa Fe | 5 - 1     | Atlético Junior   |
| Unión Magdalena        | 0 - 1     | Millonarios       |

| Fecha 12          | Fecha 12  | Fecha 12               |
| ----------------- | --------- | ---------------------- |
| Equipo Local      | Resultado | Equipo Visitante       |
| Millonarios       | 2 - 2     | América de Cali        |
| Deportivo Cali    | 4 - 1     | Independiente Santa Fe |
| Deportes Tolima   | 3 - 0     | Once Caldas            |
| Bucaramanga       | 2 - 1     | Cúcuta Deportivo       |
| Atlético Nacional | 1 - 1     | Unión Magdalena        |
| Atlético Junior   | 1 - 0     | Independiente Medellín |
| Deportivo Pereira | 2 - 1     | Deportes Quindío       |

| Fecha 13               | Fecha 13  | Fecha 13          |
| ---------------------- | --------- | ----------------- |
| Equipo Local           | Resultado | Equipo Visitante  |
| Once Caldas            | 1 - 2     | Bucaramanga       |
| Independiente Medellín | 1 - 0     | Deportivo Cali    |
| América de Cali        | 1 - 1     | Atlético Nacional |
| Cúcuta Deportivo       | 0 - 1     | Deportivo Pereira |
| Independiente Santa Fe | 3 - 2     | Millonarios       |
| Deportes Quindío       | 1 - 3     | Atlético Junior   |
| Unión Magdalena        | 2 - 0     | Deportes Tolima   |

Resultados Segunda Vuelta
| Fecha 1                | Fecha 1   | Fecha 1           |
| ---------------------- | --------- | ----------------- |
| Equipo Local           | Resultado | Equipo Visitante  |
| Deportivo Pereira      | 1 - 1     | Bucaramanga       |
| Cúcuta Deportivo       | 0 - 0     | Atlético Junior   |
| América de Cali        | 2 - 0     | Deportes Tolima   |
| Independiente Medellín | 0 - 0     | Millonarios       |
| Independiente Santa Fe | 1 - 1     | Atlético Nacional |
| Unión Magdalena        | 1 - 0     | Once Caldas       |
| Deportes Quindío       | 1 - 1     | Deportivo Cali    |

| Fecha 2           | Fecha 2   | Fecha 2                |
| ----------------- | --------- | ---------------------- |
| Equipo Local      | Resultado | Equipo Visitante       |
| Atlético Nacional | 1 - 1     | Independiente Medellín |
| Deportivo Cali    | 2 - 2     | Cúcuta Deportivo       |
| Millonarios       | 0 - 0     | Deportes Quindío       |
| Once Caldas       | 1 - 0     | América de Cali        |
| Bucaramanga       | 2 - 1     | Unión Magdalena        |
| Atlético Junior   | 4 - 2     | Deportivo Pereira      |
| Deportes Tolima   | 0 - 2     | Independiente Santa Fe |

| Fecha 3                | Fecha 3   | Fecha 3           |
| ---------------------- | --------- | ----------------- |
| Equipo Local           | Resultado | Equipo Visitante  |
| Deportivo Pereira      | 1 - 1     | Deportivo Cali    |
| Atlético Junior        | 3 - 1     | Bucaramanga       |
| Cúcuta Deportivo       | 0 - 0     | Millonarios       |
| Independiente Santa Fe | 2 - 1     | Once Caldas       |
| Deportes Quindío       | 0 - 0     | Atlético Nacional |
| Independiente Medellín | 1 - 0     | Deportes Tolima   |
| América de Cali        | 4 - 0     | Unión Magdalena   |

| Fecha 4           | Fecha 4   | Fecha 4                |
| ----------------- | --------- | ---------------------- |
| Equipo Local      | Resultado | Equipo Visitante       |
| Atlético Nacional | 2 - 0     | Cúcuta Deportivo       |
| Unión Magdalena   | 3 - 0     | Independiente Santa Fe |
| Once Caldas       | 2 - 0     | Independiente Medellín |
| Deportivo Cali    | 0 - 0     | Atlético Junior        |
| Bucaramanga       | 0 - 2     | América de Cali        |
| Millonarios       | 2 - 0     | Deportivo Pereira      |
| Deportes Tolima   | 1 - 0     | Deportes Quindío       |

| Fecha 5                | Fecha 5   | Fecha 5           |
| ---------------------- | --------- | ----------------- |
| Equipo Local           | Resultado | Equipo Visitante  |
| Deportivo Cali         | 0 - 1     | Bucaramanga       |
| Cúcuta Deportivo       | 3 - 2     | Deportes Tolima   |
| Deportes Quindío       | 0 - 0     | Once Caldas       |
| Independiente Santa Fe | 0 - 0     | América de Cali   |
| Independiente Medellín | 1 - 1     | Unión Magdalena   |
| Deportivo Pereira      | 0 - 0     | Atlético Nacional |
| Atlético Junior        | 2 - 1     | Millonarios       |

| Fecha 6           | Fecha 6   | Fecha 6                |
| ----------------- | --------- | ---------------------- |
| Equipo Local      | Resultado | Equipo Visitante       |
| América de Cali   | 3 - 1     | Independiente Medellín |
| Atlético Nacional | 2 - 0     | Atlético Junior        |
| Once Caldas       | 2 - 2     | Cúcuta Deportivo       |
| Unión Magdalena   | 2 - 0     | Deportes Quindío       |
| Bucaramanga       | 1 - 1     | Independiente Santa Fe |
| Millonarios       | 4 - 0     | Deportivo Cali         |
| Deportes Tolima   | 0 - 0     | Deportivo Pereira      |

| Fecha 7                | Fecha 7   | Fecha 7                |
| ---------------------- | --------- | ---------------------- |
| Equipo Local           | Resultado | Equipo Visitante       |
| Deportivo Pereira      | 2 - 1     | Once Caldas            |
| Deportivo Cali         | 1 - 0     | Atlético Nacional      |
| Millonarios            | 3 - 2     | Bucaramanga            |
| Deportes Quindío       | 1 - 1     | América de Cali        |
| Cúcuta Deportivo       | 2 - 3     | Unión Magdalena        |
| Atlético Junior        | 1 - 3     | Deportes Tolima        |
| Independiente Medellín | 3 - 0     | Independiente Santa Fe |

| Fecha 8                | Fecha 8   | Fecha 8                |
| ---------------------- | --------- | ---------------------- |
| Equipo Local           | Resultado | Equipo Visitante       |
| Unión Magdalena        | 2 - 1     | Deportivo Pereira      |
| Once Caldas            | 5 - 4     | Atlético Junior        |
| Independiente Santa Fe | 5 - 0     | Deportes Quindío       |
| Deportes Tolima        | 1 - 0     | Deportivo Cali         |
| Atlético Nacional      | 1 - 0     | Millonarios            |
| América de Cali        | 5 - 2     | Cúcuta Deportivo       |
| Bucaramanga            | 1 - 0     | Independiente Medellín |

| Fecha 9           | Fecha 9   | Fecha 9                |
| ----------------- | --------- | ---------------------- |
| Equipo Local      | Resultado | Equipo Visitante       |
| Millonarios       | 0 - 0     | Deportes Tolima        |
| Deportes Quindío  | 1 - 2     | Independiente Medellín |
| Deportivo Cali    | 2 - 2     | Once Caldas            |
| Deportivo Pereira | 1 - 2     | América de Cali        |
| Cúcuta Deportivo  | 1 - 2     | Independiente Santa Fe |
| Atlético Junior   | 2 - 0     | Unión Magdalena        |
| Atlético Nacional | 3 - 0     | Bucaramanga            |

| Fecha 10               | Fecha 10  | Fecha 10          |
| ---------------------- | --------- | ----------------- |
| Equipo Local           | Resultado | Equipo Visitante  |
| Bucaramanga            | 2 - 1     | Deportes Quindío  |
| Independiente Santa Fe | 2 - 2     | Deportivo Pereira |
| Once Caldas            | 2 - 2     | Millonarios       |
| América de Cali        | 0 - 0     | Atlético Junior   |
| Independiente Medellín | 3 - 0     | Cúcuta Deportivo  |
| Unión Magdalena        | 1 - 0     | Deportivo Cali    |
| Deportes Tolima        | 0 - 0     | Atlético Nacional |

| Fecha 11          | Fecha 11  | Fecha 11               |
| ----------------- | --------- | ---------------------- |
| Equipo Local      | Resultado | Equipo Visitante       |
| Deportes Tolima   | 2 - 1     | Bucaramanga            |
| Cúcuta Deportivo  | 0 - 2     | Deportes Quindío       |
| Deportivo Pereira | 0 - 3     | Independiente Medellín |
| Atlético Nacional | 3 - 0     | Once Caldas            |
| Deportivo Cali    | 2 - 1     | América de Cali        |
| Atlético Junior   | 1 - 0     | Independiente Santa Fe |
| Millonarios       | 0 - 1     | Unión Magdalena        |

| Fecha 12               | Fecha 12  | Fecha 12          |
| ---------------------- | --------- | ----------------- |
| Equipo Local           | Resultado | Equipo Visitante  |
| América de Cali        | 1 - 0     | Millonarios       |
| Independiente Santa Fe | 3 - 1     | Deportivo Cali    |
| Once Caldas            | 1 - 0     | Deportes Tolima   |
| Cúcuta Deportivo       | 0 - 2     | Bucaramanga       |
| Unión Magdalena        | 1 - 1     | Atlético Nacional |
| Independiente Medellín | 2 - 0     | Atlético Junior   |
| Deportes Quindío       | 5 - 0     | Deportivo Pereira |

| Fecha 13          | Fecha 13  | Fecha 13               |
| ----------------- | --------- | ---------------------- |
| Equipo Local      | Resultado | Equipo Visitante       |
| Bucaramanga       | 3 - 0     | Once Caldas            |
| Deportivo Cali    | 1 - 1     | Independiente Medellín |
| Atlético Nacional | 1 - 0     | América de Cali        |
| Deportivo Pereira | 5 - 2     | Cúcuta Deportivo       |
| Millonarios       | 1 - 1     | Independiente Santa Fe |
| Atlético Junior   | 2 - 0     | Deportes Quindío       |
| Deportes Tolima   | 2 - 2     | Unión Magdalena        |

| Torneo Nacional 1984   | AME | BUC | CAL | CUC | JUN | MAG | DIM | MIL | NAL | ONC | PER | QUI | SFE | TOL |
| América de Cali        |     | 4:1 | 1:0 | 5:2 | 0:0 | 4:0 | 3:1 | 1:0 | 1:1 | 0:0 | 2:1 | 2:0 | 2:1 | 2:0 |
| Atlético Bucaramanga   | 0:2 |     | 0:0 | 2:1 | 3:0 | 2:1 | 1:0 | 1:0 | 2:0 | 3:0 | 2:1 | 2:1 | 1:1 | 2:0 |
| Deportivo Cali         | 2:1 | 0:1 |     | 2:2 | 0:0 | 1:0 | 1:1 | 1:1 | 1:0 | 2:2 | 1:2 | 3:1 | 4:1 | 2:2 |
| Cúcuta Deportivo       | 1:1 | 0:2 | 1:2 |     | 0:0 | 2:3 | 1:1 | 0:0 | 2:3 | 1:1 | 0:1 | 0:2 | 1:2 | 3:2 |
| Junior                 | 1:1 | 3:1 | 1:0 | 2:1 |     | 2:0 | 1:0 | 2:1 | 2:1 | 2:0 | 4:2 | 2:0 | 1:0 | 1:3 |
| Unión Magdalena        | 1:2 | 2:1 | 1:0 | 1:0 | 0:2 |     | 0:0 | 0:1 | 1:1 | 1:0 | 2:1 | 2:0 | 3:0 | 2:0 |
| Independiente Medellín | 1:1 | 3:0 | 1:0 | 3:0 | 2:0 | 1:1 |     | 0:0 | 1:1 | 3:0 | 1:1 | 5:2 | 1:0 | 1:0 |
| Millonarios            | 2:2 | 3:2 | 4:0 | 5:1 | 1:0 | 0:1 | 1:0 |     | 3:0 | 3:0 | 2:0 | 0:0 | 1:1 | 0:0 |
| Atlético Nacional      | 1:0 | 3:0 | 2:0 | 2:0 | 2:0 | 1:1 | 1:1 | 1:0 |     | 3:0 | 6:1 | 3:1 | 2:1 | 3:2 |
| Once Caldas            | 1:0 | 1:2 | 3:1 | 2:2 | 5:4 | 2:1 | 2:0 | 2:2 | 0:1 |     | 1:0 | 3:1 | 0:1 | 1:0 |
| Deportivo Pereira      | 1:2 | 1:1 | 1:1 | 5:2 | 0:0 | 3:1 | 0:3 | 1:4 | 0:0 | 2:1 |     | 2:1 | 1:0 | 1:0 |
| Deportes Quindío       | 1:1 | 1:0 | 1:1 | 0:0 | 1:3 | 1:0 | 1:2 | 1:3 | 0:0 | 0:0 | 5:0 |     | 3:0 | 1:2 |
| Santa Fe               | 0:0 | 3:0 | 3:1 | 1:1 | 5:1 | 0:1 | 0:0 | 3:2 | 1:1 | 2:1 | 2:2 | 5:0 |     | 1:1 |
| Deportes Tolima        | 1:1 | 2:1 | 1:0 | 1:1 | 2:0 | 2:2 | 0:0 | 0:0 | 0:0 | 3:0 | 0:0 | 1:0 | 0:2 |     |

## Tabla de bonificación
Los equipos que ocuparon el primer lugar del Apertura o Finalización obtuvieron el (1.00), el segundo lugar el (0.75), el tercero (0.50) y el cuarto el (0.25). Estos puntos se utilizaron para dirimir empates en el octogonal final.
| Pos | Equipo            | Copa de la Paz | Torneo Nacional | Total |
| --- | ----------------- | -------------- | --------------- | ----- |
| 1.  | América de Cali   | 1.00           | 1.00            | 2.00  |
| 2.  | Atlético Nacional | 0.50           | 0.75            | 1.25  |
| 2.  | Junior            | 0.75           | 0.50            | 1.25  |
| 4.  | Deportes Tolima   | 0.25           | 0               | 0.25  |
| 4.  | Millonarios       | 0              | 0.25            | 0.25  |

## Octogonal final
Independiente Medellín, Unión Magdalena y Atlético Bucaramanga obtuvieron su cupo por la tabla de reclasificación.
| Pos. | Equipo                 | Pts.  | PJ | G | E | P | GF | GC | Dif. | Clasificación                   |
| ---- | ---------------------- | ----- | -- | - | - | - | -- | -- | ---- | ------------------------------- |
| 1    | América de Cali        | 20    | 14 | 6 | 6 | 2 | 15 | 9  | +6   | Campeón y Copa Libertadores.    |
| 2    | Millonarios            | 18.25 | 14 | 6 | 6 | 2 | 16 | 8  | +8   | Subcampeón y Copa Libertadores. |
| 3    | Independiente Medellín | 15    | 14 | 4 | 7 | 3 | 13 | 10 | +3   |                                 |
| 4    | Deportes Tolima        | 14.25 | 14 | 5 | 4 | 5 | 12 | 13 | −1   |                                 |
| 5    | Junior                 | 14.25 | 14 | 4 | 5 | 5 | 11 | 15 | −4   |                                 |
| 6    | Atlético Bucaramanga   | 13    | 14 | 5 | 3 | 6 | 13 | 15 | −2   |                                 |
| 7    | Atlético Nacional      | 11.25 | 14 | 3 | 4 | 7 | 11 | 16 | −5   |                                 |
| 8    | Unión Magdalena        | 11    | 14 | 3 | 5 | 6 | 7  | 12 | −5   |                                 |

 Fuente: Rsssf

### Resultados
| Fecha 1         | Fecha 1   | Fecha 1          |
| --------------- | --------- | ---------------- |
| Equipo Local    | Resultado | Equipo Visitante |
| Nacional        | 3 - 1     | Millonarios      |
| Deportes Tolima | 2 - 0     | Bucaramanga      |
| Junior          | 3 - 1     | Unión Magdalena  |
| América         | 1 - 0     | Medellín         |

| Fecha 2         | Fecha 2   | Fecha 2          |
| --------------- | --------- | ---------------- |
| Equipo Local    | Resultado | Equipo Visitante |
| Millonarios     | 2 - 0     | América          |
| Medellín        | 2 - 2     | Deportes Tolima  |
| Bucaramanga     | 1 - 0     | Junior           |
| Unión Magdalena | 1 - 0     | Nacional         |

| Fecha 3      | Fecha 3   | Fecha 3          |
| ------------ | --------- | ---------------- |
| Equipo Local | Resultado | Equipo Visitante |
| Nacional     | 0 - 2     | Bucaramanga      |
| Junior       | 1 - 2     | Medellín         |
| Millonarios  | 1 - 0     | Unión Magdalena  |
| América      | 2 - 1     | Deportes Tolima  |

| Fecha 4         | Fecha 4   | Fecha 4          |
| --------------- | --------- | ---------------- |
| Equipo Local    | Resultado | Equipo Visitante |
| Deportes Tolima | 1 - 0     | Junior           |
| Medellín        | 1 - 1     | Nacional         |
| Bucaramanga     | 0 - 0     | Millonarios      |
| Unión Magdalena | 0 - 0     | América          |

| Fecha 5         | Fecha 5   | Fecha 5          |
| --------------- | --------- | ---------------- |
| Equipo Local    | Resultado | Equipo Visitante |
| América         | 3 - 0     | Junior           |
| Unión Magdalena | 2 - 0     | Bucaramanga      |
| Millonarios     | 0 - 0     | Medellín         |
| Nacional        | 2 - 3     | Deportes Tolima  |

| Fecha 6         | Fecha 6   | Fecha 6          |
| --------------- | --------- | ---------------- |
| Equipo Local    | Resultado | Equipo Visitante |
| Junior          | 1 - 0     | Nacional         |
| Medellín        | 2 - 0     | Unión Magdalena  |
| Deportes Tolima | 0 - 0     | Millonarios      |
| América         | 2 - 0     | Bucaramanga      |

| Fecha 7         | Fecha 7   | Fecha 7          |
| --------------- | --------- | ---------------- |
| Equipo Local    | Resultado | Equipo Visitante |
| Unión Magdalena | 1 - 0     | Deportes Tolima  |
| Nacional        | 2 - 2     | América          |
| Bucaramanga     | 1 - 0     | Medellín         |
| Millonarios     | 3 - 0     | Junior           |

| Fecha 8         | Fecha 8   | Fecha 8          |
| --------------- | --------- | ---------------- |
| Equipo Local    | Resultado | Equipo Visitante |
| Millonarios     | 1 - 1     | Nacional         |
| Bucaramanga     | 1 - 0     | Deportes Tolima  |
| Unión Magdalena | 1 - 1     | Junior           |
| Medellín        | 0 - 0     | América          |

| Fecha 9         | Fecha 9   | Fecha 9          |
| --------------- | --------- | ---------------- |
| Equipo Local    | Resultado | Equipo Visitante |
| América         | 1 - 1     | Millonarios      |
| Deportes Tolima | 1 - 1     | Medellín         |
| Junior          | 2 - 2     | Bucaramanga      |
| Nacional        | 1 - 0     | Unión Magdalena  |

| Fecha 10        | Fecha 10  | Fecha 10         |
| --------------- | --------- | ---------------- |
| Equipo Local    | Resultado | Equipo Visitante |
| Bucaramanga     | 2 - 0     | Nacional         |
| Medellín        | 0 - 0     | Junior           |
| Unión Magdalena | 1 - 2     | Millonarios      |
| Deportes Tolima | 1 - 0     | América          |

| Fecha 11     | Fecha 11  | Fecha 11         |
| ------------ | --------- | ---------------- |
| Equipo Local | Resultado | Equipo Visitante |
| Junior       | 1 - 0     | Deportes Tolima  |
| Nacional     | 1 - 0     | Medellín         |
| Millonarios  | 2 - 1     | Bucaramanga      |
| América      | 0 - 0     | Unión Magdalena  |

| Fecha 12        | Fecha 12  | Fecha 12         |
| --------------- | --------- | ---------------- |
| Equipo Local    | Resultado | Equipo Visitante |
| Junior          | 1 - 1     | América          |
| Bucaramanga     | 0 - 0     | Unión Magdalena  |
| Medellín        | 0 - 0     | Millonarios      |
| Deportes Tolima | 1 - 0     | Nacional         |

| Fecha 13        | Fecha 13  | Fecha 13         |
| --------------- | --------- | ---------------- |
| Equipo Local    | Resultado | Equipo Visitante |
| Nacional        | 0 - 0     | Junior           |
| Unión Magdalena | 0 - 2     | Medellín         |
| Millonarios     | 3 - 0     | Deportes Tolima  |
| Bucaramanga     | 1 - 2     | América          |

| Fecha 14        | Fecha 14  | Fecha 14         |
| --------------- | --------- | ---------------- |
| Equipo Local    | Resultado | Equipo Visitante |
| Deportes Tolima | 0 - 0     | Unión Magdalena  |
| América         | 1 - 0     | Nacional         |
| Medellín        | 3 - 2     | Bucaramanga      |
| Junior          | 1 - 0     | Millonarios      |

| Octagonal 1984         | AME | BUC | JUN  | MAG | DIM  | MIL | NAL  | TOL  |
| América de Cali        |     | 2:0 | 3:0  | 0:0 | 1:0  | 1:1 | 1:0  | 2:1  |
| Atlético Bucaramanga   | 1:2 |     | 1:0: | 0:0 | 1:0: | 0:0 | :2:0 | :1:0 |
| Junior                 | 1:1 | 2:2 |      | 3:1 | 1:2  | 1:0 | 1:0  | 1:0  |
| Unión Magdalena        | 0:0 | 2:0 | 1:1  |     | 0:2  | 1:2 | 1:0  | 1:0  |
| Independiente Medellín | 0:0 | 3:2 | 0:0  | 2:0 |      | 1:1 | 1:1  | 2:2  |
| Millonarios            | 2:0 | 2:1 | 3:0  | 1:0 | 0:0  |     | 1:1  | 3:0  |
| Atlético Nacional      | 2:2 | 0:2 | 0:0  | 1:0 | 1:0  | 3:1 |      | 2:3  |
| Deportes Tolima        | 1:0 | 2:0 | 1:0  | 0:0 | 1:1  | 0:0 | 1:0  |      |

|                                    |
| Bandera de Colombia                |
| Campeón América de Cali 4.º título |

## Goleadores
| Jugador               | Equipo               | Goles |
| --------------------- | -------------------- | ----- |
| Hugo Ernesto Gottardi | Santa Fe             | 23    |
| Miguel González       | Atlético Bucaramanga | 19    |
| Alex Didi Valderrama  | Junior               | 19    |